# Caluya
Caluya è una municipalità di quarta classe delle Filippine, situata nella Provincia di Antique, nella Regione del Visayas Occidentale.
Caluya è formata da 18 baranggay:
- Alegria
- Bacong
- Banago
- Bonbon
- Dawis
- Dionela
- Harigue
- Hininga-an
- Imba
- Masanag
- Poblacion
- Sabang
- Salamento
- Semirara
- Sibato
- Sibay
- Sibolo
- Tinogboc